# Biscoe Point
Der Biscoe Point ist das felsige Westkap einer kleinen Insel an der Südostseite der Biscoe Bay unmittelbar nördlich des Access Point auf der Südseite der Anvers-Insel im Palmer-Archipel und etwa 6 km südwestlich von Mount William.
Erstmals kartiert wurde das Kap bei der Vierten Französischen Antarktisexpedition (1903–1905) unter der Leitung Jean-Baptiste Charcots. Charcot hielt das Kap für eine Halbinsel und benannte sie Presqu'île de Biscoe nach dem Seefahrer und Entdecker John Biscoe (1794–1843), der 1832 unweit des Kaps einen Landgang unternommen haben soll. Eine Vermessung des Falkland Islands Dependencies Survey im Jahr 1955 ergab, dass für Charcots Entdeckung zwei Felsenkaps in Frage kamen. Der Name Biscoe Point wurde auf das größere von beiden übertragen.
Wegen seiner einzigartigen Pflanzengemeinschaft aus Antarktischer Schmiele, Antarktischem Perlwurz sowie zahlreichen Moose und Flechten wurde ein 59 Hektar großes Areal am Biscoe Point zum Besonders geschützten Gebiet der Antarktis Nr. 139 (Antarctic Specially Protected Area No. 139) erklärt.